# Río Guadiela
El río Guadiela es un río del centro de España, afluente del río Tajo, el primero de cierta importancia que recibe por su margen izquierda. Sus aguas forman el embalse de Buendía y desemboca en el embalse de Bolarque. Junto al Tajo, que proviene en ese momento del embalse de Entrepeñas, forma el llamado Mar de Castilla, cuyo nivel menguado en los últimos años provoca conflictos con los regantes murcianos tras producirse el trasvase Tajo-Segura. 

## Curso
El nombre de Guadiela es un topónimo árabe (wadi=valle). Nace en la serranía de Cuenca, a unos 4 km al este de Cueva del Hierro.
Uno de sus afluentes más significativos es el río Cuervo, de bellísimo nacimiento, que se une a él en Puente de Vadillos. Aunque su principal afluente es el río Escabas, soberbio río serrano que desemboca tras su paso por Priego, y poco antes de la cola del embalse de Buendía, en el pueblo conquense de Albendea. Otro afluente importante es el río Masegar, que se le une por la izquierda en las afueras de Beteta. 
La anchura de la desembocadura es variable, de acuerdo con el nivel de las aguas en el embalse de Bolarque, que comparte con el río Tajo.

## Descripción
Aparece descrito en el noveno volumen del Diccionario geográfico-estadístico-histórico de España y sus posesiones de Ultramar de Pascual Madoz de la siguiente manera:

GUADIELA: r. que nace en la prov. de Cuenca, part. jud. de Priego, térm. y á 1/2 leg. de la Cueva del Hierro: lleva su direccion de E. á O. hasta desembocar en el Tajo. Pasa á  1/4 de leg. del pueblo, en cuyo térm. tiene su origen, á menos distancia de Beteta, despues por la jurisd. de Cañizares, Carrascosa, Alcantud, Arandilla, Albendea y Villar del Ladron, hallándose todos menos Beteta en su márg. der. En el térm. del Villar, á su salida, lo hace del part. y de la prov. entrando en la de Guadalajara por el de Sacedon, continuando su curso pasa por Alcocer á 1/2 leg. corta, á una de Corcoles por el Real Sitio de La Isabela, y dividiendo la sierra de Buendia á 2 leg. de la ermita de Ntra. Sra. de los Desamparados junto al desierto de Bolarque, entra y se confunde con el Tajo, habiendo dejado á la márg. izq. los pueblos de Priego, San Pedro Palmiches, Canalejas, Castejon, Alcohujate y Cañaveruela. Este r. lleva tanta agua como el Manzanares aumentándose despues con las del Escabas, Huete y Guadiel, el pequeño r. Masegar, el Valsalobre, el Cuervo, el arroyo de Palomares, el de Carrascosa, el r. de Alcantud, el arroyo de Albendea, las aguas de Corcoles y las de Cañaveras, Canalejas y Castejon reunidas en el térm. de este último pueblo; pero con todos estos afluentes se vadea el Guadiela por infinidad de puntos, no aprovechando sus aguas por la naturaleza del terreno por donde lleva su álveo, pero sí impulsan un molino harinero en la Cueva del Hierro, otro en Beteta, otro en térm. de Albendea, llamado de la Roidera, en cuyo sitio hay dos pilas de batan, otro en San Pedro Palmiches, dos en Alcocer y uno en Buendia. Tiene varios puentes, uno de madera en Alcantud, en la Roidera otro, en San Pedro Palmiches otro llamado del Maestre, uno en Alcocer, en el Real sitio de la Isabela otro y el último en Buendia, todos estos de piedra de 3 y aun de 6 ojos, de 150 palmos de long. el del Maestre, 170 el de Alcocer, 100 el de la Isabela y lo mismo el de Buendia; la altura de todos será de 50 palmos.
(Madoz, 1847, p. 39)